# Pride and Prejudice (Beverly Hills, 90210)
Pride and Prejudice is de zevende aflevering van het achtste seizoen van het tienerdrama Beverly Hills, 90210, die voor het eerst werd uitgezonden op 22 oktober 1997.

## Plot
David krijgt misschien toch een financiële meevaller, hij wordt gebeld door de baas van een platenlabel die geïnteresseerd is in de band die David begeleid. Zij spreken af om samen de volgende morgen te ontbijten. Als David bij zijn club aankomt dan staat er een leverancier te wachten, hij wil spullen lossen maar alleen tegen contante betaling. De volgende morgen heeft David de afspraak om te ontbijten en hoort een aanbod aan van $ 35.000, - tekengeld als de band onder hun label gaat werken. David gaat nog niet akkoord en wil wachten omdat de band vrijdag in de club gaat spelen en wil meer aanbiedingen afwachten. Als hij tegen de band vertelt over het aanbod zijn ze blij en willen het geld zien, als David vertelt over zijn afwijzing snappen ze het even niet. Nu ze horen dat er misschien meer geboden wordt dan complimenteren ze David en zeggen dat dit echt een joden stunt is. David kijkt vreemd op bij deze opmerking maar laat het maar voor wat het is. David kijkt de teksten van de liedjes door die de band willen spelen op vrijdagavond en dan valt zijn oog op een liedtekst die echt racistisch is, Donna vraagt hem dit te boycotten maar David heeft het geld hard nodig en geeft de band het groene licht. Donna blijft er op hameren dat hij dit moet stoppen en uiteindelijk gaat David de band stoppen met het spelen. De band is hier woedend over maar er wordt niet meer gespeeld. Donna is trots op David maar David hoopt dat hij het financieel verlies kan opvangen.
Brandon maakt zich zorgen als hun leven weer op zijn gang komt. Als Brandon en Kelly naar de bioscoop gaan en een man botst tegen Kelly dan slaat Brandon helemaal door. Noah zoekt Brandon op om te zeggen dat Brandon moet kalmeren en praten met Kelly. Dan wordt Brandon ineens gebeld door de politie met de mededeling dat ze de schutter hebben opgepakt. De schutter is gedood in een vuurgevecht tussen twee bendes. Brandon wil hem zien en als hij in het mortuarium komt dan is hij blij dat hij dood is, dit schokt hem. Later vertelt hij aan Kelly dat hij nu rust heeft en verder kan met zijn leven.
Valerie blijft van twee walletjes eten, zij gaat nog steeds uit met Cooper en met Noah. Valerie helpt Cooper met een dinerfeestje voor zijn vrienden en bekenden. Noah verrast haar met zijn hulp als kelner, Valerie weet nu niet hoe ze dit op moet lossen. Maar met veel kunst- en vliegwerk komt ze ermee weg. Tot overmaat van ramp komt Donna ook achter haar plannetje om hun klanten te stelen voor haar eigen. Donna slaat Valerie in haar gezicht en vertelt haar uit haar leven te verdwijnen.
Steve probeert nog steeds om Carly voor zich te winnen, hij maakt het hele huis schoon van haar en dat maakt haar anders denken over hem en besluit met een avond uit te gaan met Steve. Als ze terugkomen dan sluiten ze de avond af met een kus.

## Rolverdeling
- Jason Priestley - Brandon Walsh
- Jennie Garth - Kelly Taylor
- Ian Ziering - Steve Sanders
- Brian Austin Green - David Silver
- Tori Spelling - Donna Martin
- Tiffani Thiessen - Valerie Malone
- Joe E. Tata - Nat Bussichio
- Hilary Swank - Carly Reynolds
- Vincent Young - Noah Hunter
- Myles Jeffrey - Zach Reynolds
- Christopher Orr - Cooper Hargrove